# Rivière (Pas-de-Calais)
Rivière é uma comuna francesa na região administrativa de Altos da França, no departamento de Pas-de-Calais. Estende-se por uma área de 11,9 km².